# Transgression (album)
Pour les articles homonymes, voir Transgression (homonymie).
Albums de Fear Factory
Archetype
(2004) Mechanize
(2010)
Transgression est le sixième album studio du groupe de metal industriel américain Fear Factory, sorti le 22 août 2005. Cet album marque une certaine rupture par rapport à ses prédécesseurs car le thème de l'homme contre la machine n'y est plus abordé, contrairement à Demanufacture, Obsolete ou encore Digimortal.

## Liste des morceaux
1. 540,000° Fahrenheit – 4:28
2. Transgression – 4:50
3. Spinal Compression – 4:12
4. Contagion – 4:40
5. Empty Vision – 4:55
6. Echo Of My Scream – 6:58
7. Supernova – 4:32
8. New Promise – 5:15
9. I Will Follow (reprise de U2) – 3:42
10. Millennium (reprise de Killing Joke) – 5:26
11. Moment of Impact – 4:04
12. Empire (titre présent uniquement sur une version limitée) – 5:33